# Aroeira-brava
A aroeira-brava (nome científico: Lithraea molleoides) é nativa do Brasil e do Uruguai. Também é conhecida popularmente como aroeira-branca, aroeirinha, aroeira-do-brejo, aroeira-da-capoeira, bugreiro.

## Características
- Forma de vida: arbusto, árvore.[2]

- Solo: substrato terrícola[2], ocorre tanto em terrenos secos quanto úmidos.

- Altura: 6 a 12 metros. Tronco com 30 a 40 centímetros de diâmetro.[3]

- Ciclo de vida: tem rápido desenvolvimento no campo, podendo atingir 3 metros de altura em 2 anos.[3]

- Informações ecológicas: perenifólia, heliófita.
- Grupo sucessional: pioneira.[3]
- Dispersão: zoocórica.

- Fenologia: Floresce entre agosto e setembro. Maturação dos frutos entre novembro e janeiro.[3]

## Ocorrência
Ocorre em florestas situadas em regiões de altitude, principalmente em formações secundárias. Possui dispersão ampla, porém irregular.
- Distribuição geográfica no Brasil: Tocantins, Alagoas, Bahia, Ceará, Maranhão, Paraíba, Pernambuco, Piauí, Rio Grande do Norte, Sergipe, Distrito Federal, Goiás, Mato Grosso do Sul, Mato Grosso, Espírito Santo, Minas Gerais, Rio de Janeiro, São Paulo, Paraná, Rio Grande do Sul e Santa Catarina.[2] Há registros de sua ocorrência também na Argentina, Uruguai, Paraguai e Bolívia.[1]
- Domínios fitogeográficos: Cerrado, Mata Atlântica, Pampa, Pantanal.[2]
- Tipo de vegetação: área antrópica.[2]

## Cultivo
- Tipos de plantio: mudas.
- Obtenção de sementes: os frutos maduros devem ser colhidos diretamente da árvore. Deve-se levá-los ao sol para facilitar a separação de inflorescência e o pericarpo deve ser retirado manualmente.[3]
- Armazenamento: as sementes armazenadas se mantém viáveis por mais de 6 meses.
- Produção de mudas: Não é necessário tratamento prévio para a germinação das sementes. Devem ser colocadas em canteiros semi-sombreados com substrato organo-argiloso e irrigadas diariamente. A emergência das plântulas ocorre em 8 a 12 dias, com taxa de germinação geralmente superior a 80%. Quando atingem entre 4 e 5 centímetros, as mudas podem ser transplantadas para embalagens individuais e, com 20 a 30 centímetros, podem ir para o local definitivo.

## Usos
Cultivada em arborização urbana e paisagismo no sul e sudeste do Brasil. Seus frutos são usados como xarope, e toda a planta tem uso medicinal, como adstringente, balsâmica, diurética, emenagoga, purgativa, estomáquica, tônica e vulnerária.
A madeira é pesada, dura, compacta, pouco elástica e fácil de rachar, entretanto apresenta longa durabilidade. É útil para construção civil, marcenaria, obras de torno, esteio, lenha e carvão.
É melífera, podendo atrair abelhas e outros polinizadores.

## Efeitos tóxicos
Essa planta é responsável pelos casos mais graves de dermatites fitogênicas conhecidos. Estas dermatites são desencadeadas por ação alergizante, na qual as lesões dependem da prévia sensibilização do sistema imunológico. Os componentes alergênios de toda a família estão dentro de um grupo de substâncias denominadas coletivamente de "urushiois". Estas substâncias complexam com proteínas presentes dentro do tecido das pessoas que entram em contato com a planta, causando uma inflamação.
Os sintomas são: queimação, eritema e prurido intenso, seguido do desenvolvimento de vesículas. As lesões aparecem primariamente nas áreas expostas, podendo ocorrer lesões secundárias nas genitálias ou em outras áreas para as quais os catecóis possam ter se espalhado.